# Banatosoma ocellatum
Banatosoma ocellatum är en mångfotingart som först beskrevs av Ionel Grigore Tabacaru 1967.  Banatosoma ocellatum ingår i släktet Banatosoma och familjen Anthroleucosomatidae. Inga underarter finns listade i Catalogue of Life.